# Jacquiniella gigantea
Jacquiniella gigantea là một loài thực vật có hoa trong họ Lan. Loài này được Dressler, Salazar & García-Cruz mô tả khoa học đầu tiên năm 1992.